# Erick Lonnis
Erick Lonnis Bolaños (San José, 1965. szeptember 9. –) Costa Rica-i labdarúgókapus, az 1990-es és 2000-es évek fordulójának válogatott játékosa.

## Pályafutása

### Klubcsapatban
Csaknem az egész pályafutását a Deportivo Saprissa csapatánál töltötte, a szurkolók kedvence, a csapat egyik emblematikus játékosa lett. Több szezonon keresztül is a csapatkapitányi címet is ő viselte. Ezalatt az idő alatt négy bajnoki címet szerzett és kétszer (1993, 1995) megnyerte a CONCACAF-bajnokok ligája sorozatát.

### A válogatottban
Lonnis a Costa Rica-i labdarúgó-válogatott rekordere a kapusok válogatottsági számát tekintve. 1992 és 2002 között összesen 77-szer volt válogatott. Lonnis volt a Costa Rica-i válogatott csapatkapitánya a 2002-es labdarúgó-világbajnokságon ahol csapata vezéregyénisége volt játéktudásával, reflexeivel és a motivációs képességeivel is.

### Edzőként
Visszavonulása után 2003-ban a válogatott edzői stábjába került, majd a Carmelita vezetőedzője lett.